# Campylaspis alveolata
Campylaspis alveolata är en kräftdjursart som beskrevs av Zarui Muradian 1976. Campylaspis alveolata ingår i släktet Campylaspis och familjen Nannastacidae. Inga underarter finns listade i Catalogue of Life.